# Trichschizotachina trinitas
Trichschizotachina trinitas là một loài ruồi trong họ Tachinidae.